# GAC Fiat
GAC Fiat es una joint venture de capital compartido a partes iguales entre el Grupo GAC y la filial de Fiat S.p.A. dedicada a la fabricación de automóviles Fiat Group Automobiles. Sus funciones son la fabricación y comercialización de automóviles Fiat en la República Popular China. Su sede se encuentra en Changsha, capital de capital de la provincia de Hunan. Fue fundada el 9 de marzo de 2010. El objetivo de la sociedad para 2014 es tener una cuota de mercado del 2% en China y está previsto que en 2015 llegue a fabricar 300.000 unidades al año de cinco modelos diferentes.

## Historia

### Sociedades previas
En 1999 Fiat firma un acuerdo con Nanjing Automobile Corp. Dicho acuerdo fracasa en 2007 debido a la lenta respuesta dada a las necesidades del mercado, los productos poco competitivos y las diferentes estrategias de los socios.
En agosto de 2007 se anuncia una nueva joint venture de Fiat S.p.A. en China para la fabricaqción de automóviles, en esta ocasión con Chery Automobile Co. Sin embargo en marzo de 2009 se anuncia que los planes de colaboración entre empresas quedaban pospuestos.
En 2008 Fiat Group Automobiles comienza a proveer de tecnología al Grupo GAC para la fabricación del primer automóvil comercializado bajo marca GAC.

### Fundación
El 6 de julio de 2009 se firma en Roma, en presencia del primer ministro italiano Silvio Berlusconi y el presidente chino Hu Jintao, el primer acuerdo de cooperación entre Fiat Group Automobiles y el Grupo GAC. El 3 de noviembre el gobierno chino aprueba el proyecto conjunto para la fabricación de automóviles y el 26 del mismo mes se pone la primera piedra del complejo de Changsha. El 1 de enero de 2010 el ministerio chino de comercio aprueba el acuerdo de cooperación. El 9 de marzo de 2010 se registra la sociedad y el 25 se celebra el primer consejo de administración. El 29 de abril de 2010 comienzan las obras del complejo de Changsha. En mayo de 2010 se anuncia que Chrysler Group LLC, filial de Fiat S.p.A., está valorando la posibilidad de que GAC Fiat fabrique para automóviles de la marca Jeep. En septiembre de 2010 se anuncia que el primer automóvil comercializado por GAC Fiat será el Fiat Bravo importado del exterior. En septiembre de 2011 comienza a comercializar los Fiat 500 fabricados en Europa, en diciembre se anuncia que la sociedad empezará a comercializar automóviles Alfa Romeo en China y en enero de 2012 llegan los Fiat Freemont fabricados en Estados Unidos. El 23 de abril de 2012 se presenta en el Salón del Automóvil de Pekín el Fiat Viaggio, primer producto de la sociedad. El 28 de junio de 2012 fue inaugurada la planta de Changsha y se inicia la producción del Fiat Viaggio.

## Automóviles
Automóviles fabricados por GAC Fiatː

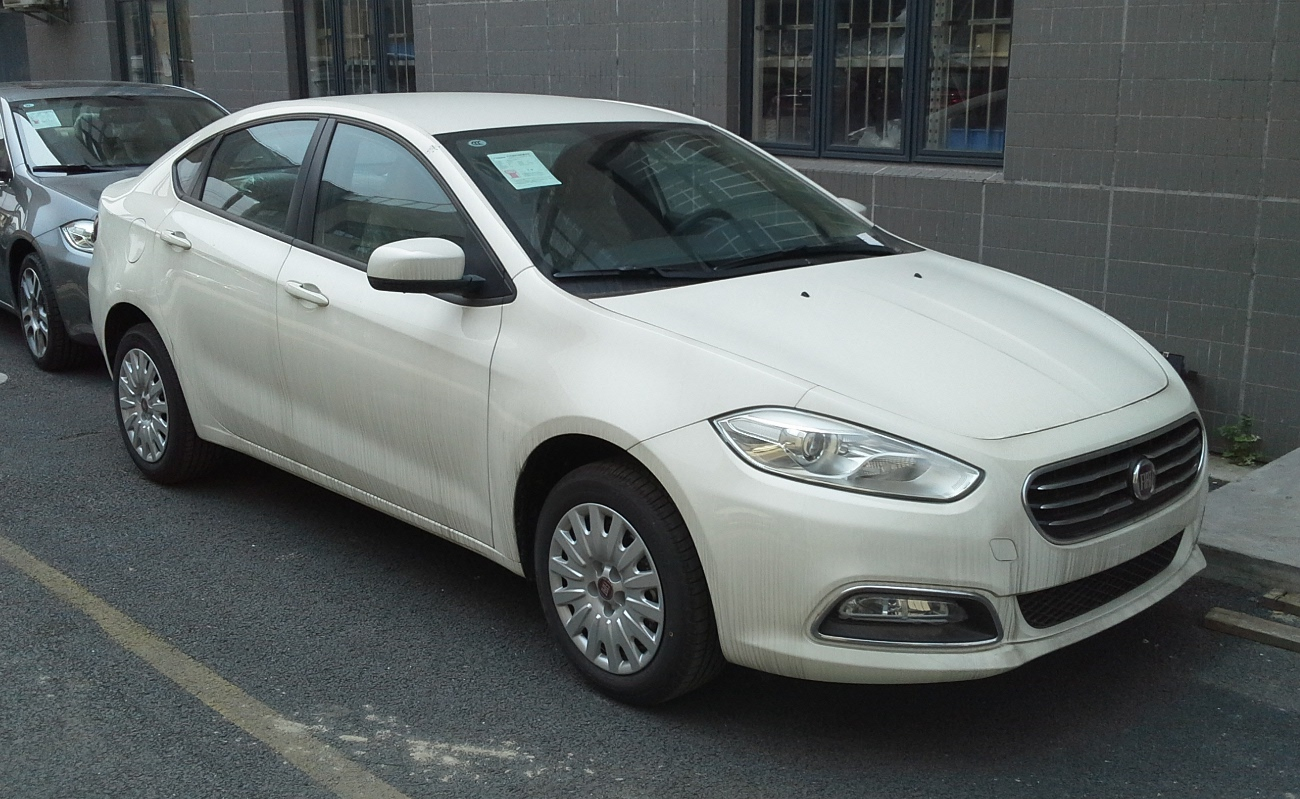
2012, Viaggio
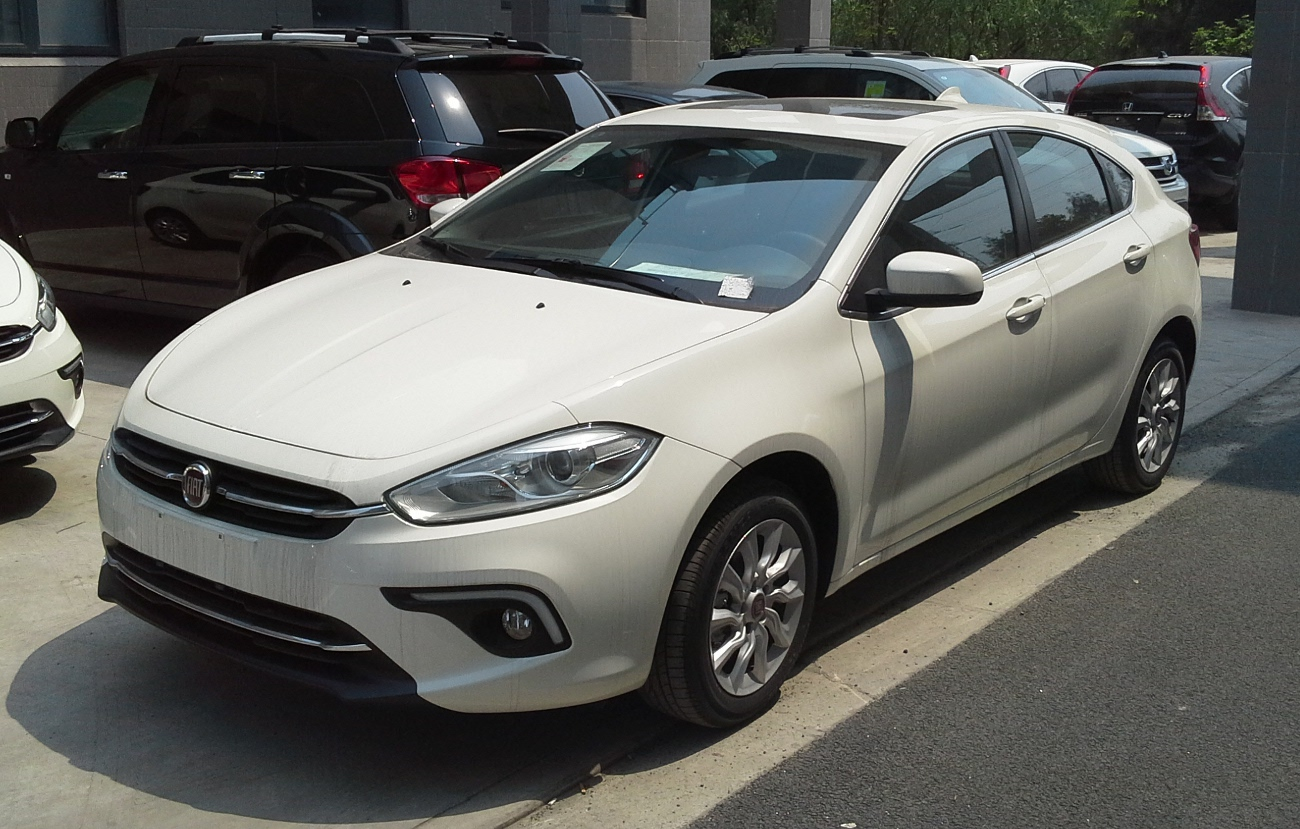
204, Ottimo

## Fábrica
GAC Fiat Changsha es la única fábrica con la que cuenta la sociedad. En ella se encuentra la sede de GAC Fiat.